# Більчев (Конінський повіт)
Більчев (пол. Bilczew) — село в Польщі, у гміні Крамськ Конінського повіту Великопольського воєводства.
Населення — 260 осіб (2011).
У 1975-1998 роках село належало до Конінського воєводства.

## Демографія
Демографічна структура станом на 31 березня 2011 року:
|          | Загалом | Допрацездатний вік | Працездатний вік | Постпрацездатний вік |
| -------- | ------- | ------------------ | ---------------- | -------------------- |
| Чоловіки | 131     | 38                 | 81               | 12                   |
| Жінки    | 129     | 26                 | 74               | 29                   |
| Разом    | 260     | 64                 | 155              | 41                   |